# ۲۲ محرم
۲۲ محرم، بیست و دومین روز از ماه محرم در تقویم هجری قمری است.

## درگذشتگان
- ۹۵ (قمری)، سجاد، چهارمین امام شیعیان.(به روایتی)
- ۴۶۰ (قمری)، شیخ طوسی، از علمای شیعه در قرن ۵ (قمری) و صاحب دو کتاب از کتب اربعه.